# František Řezáč
František Řezáč (Praga, 1 de enero de 1943-Praga, 4 de mayo de 1979) fue un deportista checoslovaco que compitió en ciclismo en las modalidades de pista y ruta.
Ganó una medalla de plata en el 1970, en la carrera de contrarreloj por equipos. En pista obtuvo una medalla de bronce en el  Campeonato Mundial de Ciclismo en Pista de 1965, en la prueba de persecución por equipos.
Participó en dos Juegos Olímpicos de Verano, Tokio 1964 y México 1968, ocupando el quinto lugar en ambas ocasiones en la prueba de persecución por equipos.

## Medallero internacional

### Ciclismo en ruta
| Campeonato Mundial | Campeonato Mundial      | Campeonato Mundial | Campeonato Mundial       |
| Año                | Lugar                   | Medalla            | Competición              |
| ------------------ | ----------------------- | ------------------ | ------------------------ |
| 1970               | Villach (Austria)       | Medalla de oro     | Contrarreloj por equipos |
| 1970               | Leicester (Reino Unido) | Medalla de plata   | Contrarreloj por equipos |

### Ciclismo en pista
| Campeonato Mundial | Campeonato Mundial     | Campeonato Mundial | Campeonato Mundial          |
| Año                | Lugar                  | Medalla            | Competición                 |
| ------------------ | ---------------------- | ------------------ | --------------------------- |
| 1965               | San Sebastián (España) | Medalla de bronce  | Persecución por equipos (A) |